# Xanthorhoe salvata
Xanthorhoe salvata là một loài bướm đêm trong họ Geometridae.